# Пилип Приходько

Пили́п Прихо́дько (1877-?) - слюсар, депутат Державної думи II скликання від Чернігівщини.

## Біографія
Українець. Міщанин міста Конотопа. Закінчив міське училище. Робочий, слюсар залізничних майстерень, річний заробіток становив 400 рублів. Був членом соціал-демократичної партії.
6 лютого 1907 обраний у Державну думу II скликання від з'їзду уповноважених від робітників. Увійшов до складу Соціал-демократичної фракції. Активної участі в роботі Думи не брав.

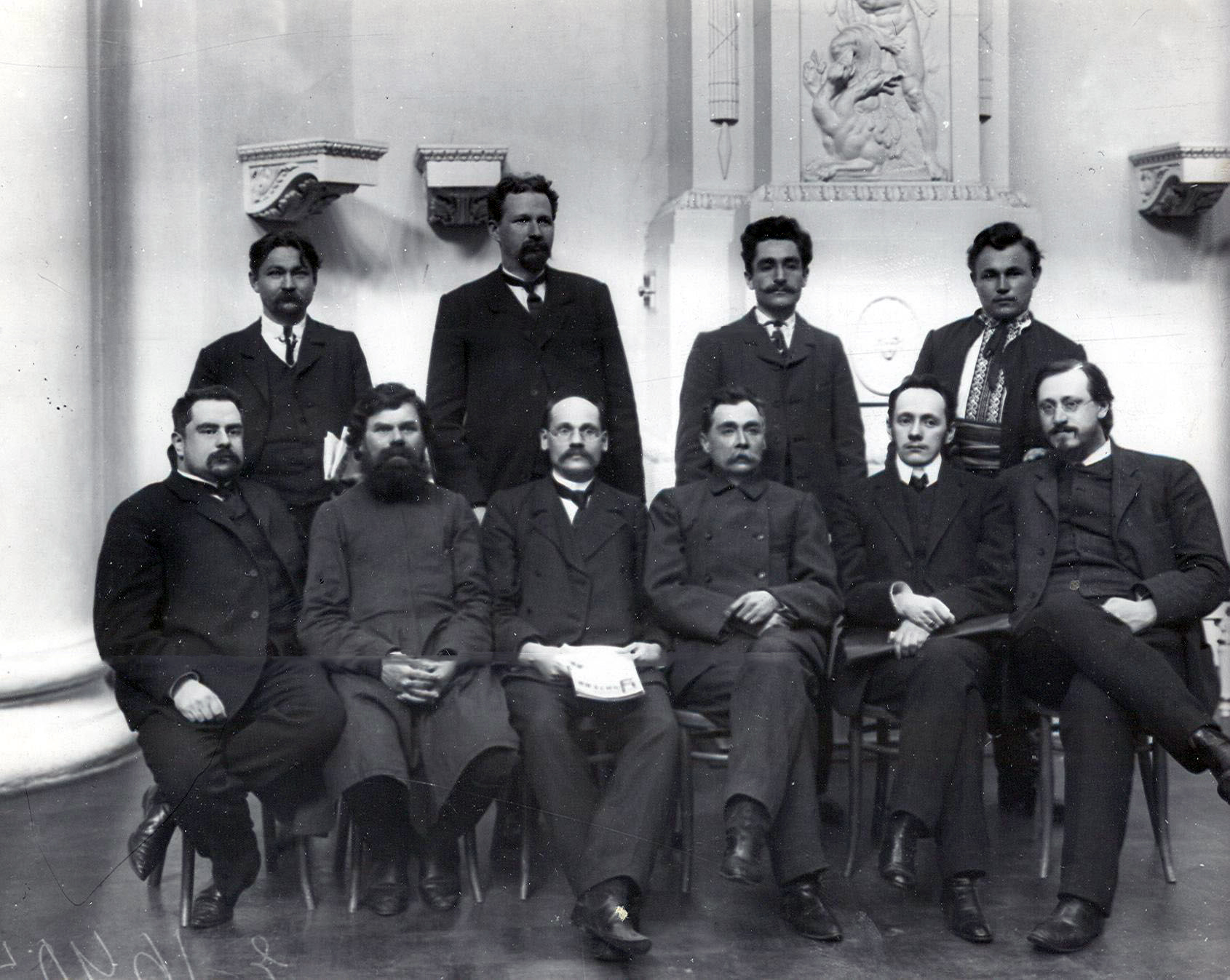
Члени Державної Думи II скликання від Чернігівщини. Стоять: Нечипір Дементьев, Микола Рубісов, Пилип Приходько, Василь Хвіст; сидять: Петро Юренєв, Тимофій Веремієнко, Антін Лосік, Павло Трохименко, Михайло Іскрицький, Василь Вовк-Карачевський

5 травня 1907 року був присутній в квартирі депутата І. П. Озола під час поліцейського рейду на неї. Не дивлячись на депутатську недоторканність, був обшуканий. 1 грудня 1907 року за результатами суду у справі про соціал-демократичну фракцію 2-ї Державної Думи засланий на поселення.
Деталі подальшої долі і дата смерті невідомі.